# Кожевников, Виталий Витальевич
Виталий Витальевич Кожевников (род. 11 мая 1968) — казахстанский футболист, защитник.
Отец Виталий Иванович Кожевников (19 апреля 1939, Турьинские рудники — июль 2011) конец футбольной карьеры в 1968—1969 годах провёл в клубе «Восток» Усть-Каменогорск. В 1970—1987 годах — инструктор по спорту на Усть-Каменогорском титано-магниевом комбинате, возглавлял взрослую и детско-юношеские команды по футболу. В 1987—2000 годах — тренер «Востока».
Всю карьеру Кожевников-младший провёл в усть-каменогорском клубе, в 1993—1999 в чемпионате Казахстана сыграв 153 матча и забив 21 гол.
Финалист Суперкубка Казахстана 1995.
Участник Кубка обладателей кубков Азии 1995.